# زمان‌آباد (کرمان)
زمان‌آباد، روستایی است از توابع بخش مرکزی شهرستان گلباف در استان کرمان ایران.

## جمعیت
این روستا در دهستان زمان آباد  قرار داشته و براساس آخرین سرشماری مرکز آمار ایران که در سال ۱۳۸۵ صورت گرفته، جمعیت آن  ٢۴۹نفر  بوده‌است.